# アルベルト・ジャコメッティ
アルベルト・ジャコメッティ（Alberto Giacometti、1901年10月10日 - 1966年1月11日）は、スイスの彫刻家。
ジャコメッティはおもに彫刻家として知られるが、絵画や版画の作品も多い。第二次世界大戦以前にはシュルレアリスムの彫刻家と見なされていたが、もっともよく知られている作品群は、大戦後に作られた、針金のように極端に細く、長く引き伸ばされた人物彫刻である。これらの作品はしばしば実存主義的と評される。スイスのイタリア語圏の出身だが、主にフランスで活動した。

## 生涯
ジャコメッティは、スイスのイタリア国境に近いボルゴノーヴォ（現在のグラウビュンデン州ブレガリア谷マローヤ地区）のイタリア系の家に生まれ、近郊のスタンパの村で育った。父のジョヴァンニ・ジャコメッティ（1868年 - 1933年）はスイス印象派の画家であった。また、1歳違いの弟ディエゴ（1902年 - 1985年）は兄の助手およびモデルを務め、後には家具製作者となった。スタンパ村には、家族と暮らした自宅横の納屋を改修したアトリエが残っている。
ジャコメッティは高等学校卒業後、1919年にジュネーヴ美術学校に入学するが、入学後数日で絵画には見切りをつけ、ジュネーヴ工芸学校のモーリス・サルキソフ（1882年 - 1946年）の下で彫刻を学んだ。1920年にヴェネツィア、1921年にはローマに滞在した後、1922年パリに転居し、アカデミー・ドゥ・ラ・グランド・ショミエールでロダンの弟子アントワーヌ・ブールデルに学んだ。
1920年代半ばから弟のディエゴと共同でアトリエを構え、1927年前後からパリのサロン・デ・テュイルリーで作品を発表しはじめた。この頃のジャコメッティは、写実的な彫刻にはあきたらないものを感じ、キュビスム、シュルレアリスム、原始彫刻などの影響を受けた作品を制作した。パリではピカソ、エルンスト、ミロらの画家、シュルレアリスム運動の主唱者アンドレ・ブルトンらのほか、ジャン＝ポール・サルトル、ポール・エリュアールらの文人とも交友があった。1932年作の『午前4時の宮殿』はこの頃の代表作で、シュルレアリスムの絵画を立体に移したような作品である。
1935年、それまでのシュルレアリスム的作風を放棄して、再び人物モデルを写生する伝統的方法に戻り、シュルレアリストのグループからも離脱した。第二次世界大戦中の1942年、いったん故国のジュネーヴに戻り、戦後の1946年、再度パリに移住する。
ジャコメッティは大戦前にも細長い人物像を作っていたが、大戦後の1950年頃から作られはじめた人物像は、肉付けも凹凸もなく、「彫刻」としての限界と思えるほどに細長いものである。サルトルは、これらのジャコメッティの人物像を、現代における人間の実存を表現したものとして高く評価した。なお、古代イタリアのエトルリア文明にも細長く引き伸ばされた人物彫刻があり、それとの関連も指摘されている。
1962年、ヴェネツィア・ビエンナーレでジャコメッティのために1室が与えられる。このように晩年には国際的に高く評価されるようになった。また晩年には絵画、版画など平面芸術への回帰もみられる。版画集『終わりなきパリ』は1958年から1965年にかけて制作した石版画150点を収録し、ジャコメッティ自身によるテキストを付したもので、晩年の代表作である。1966年、スイスのクールで没した。

## その他

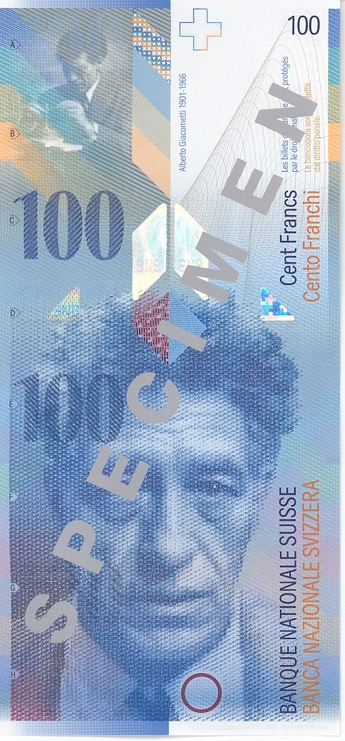
100スイス・フラン紙幣に描かれているジャコメッティの肖像

1998年10月から発行されている、スイスの第8次紙幣の100フラン紙幣に、彼の肖像が描かれていた。紙幣の裏面は「歩く男」だった。
1950年半ばにフランス留学した哲学者の矢内原伊作と深い親交を結び、矢内原をモデルにして作品を制作した。ある年には、矢内原にモデルを務めてもらうためだけに、日本からパリへ矢内原を呼び寄せることもあった。
矢内原は、ジャコメッティのアトリエでの様子について詳細な記録を残しており、それらを矢内原と宇佐見英治らが創刊した文芸誌『同時代』で発表し続けた。また同誌には、ジャコメッティが書いたエッセイも、同人らによって翻訳され、いち早く掲載された。（それらの記録は下記）
1965年にドキュメンタリー『アルベルト・ジャコメッティ―本質を見つめる芸術家』が製作された（90分、DVD・ナウオンメディア、2007年）
2017年、ジェフリー・ラッシュ主演で映画『ジャコメッティ 最後の肖像』がイギリスで製作された。日本では2018年に公開（スタンリー・トゥッチ監督、90分、DVD・ポニーキャニオン）

### 矢内原と仲間による著作・訳
- 矢内原伊作編『ジャコメッティ　GIACOMETTI』みすず書房、1958年。主にデッサン解説
- 矢内原伊作『ジャコメッティとともに』筑摩書房、1969年
  - 増補版『ジャコメッティ』みすず書房、1996年。宇佐見英治・武田昭彦編
- ジャコメッティ『私の現実』矢内原伊作・宇佐見英治編訳、みすず書房、1976年、新版1984年
- 矢内原伊作『芸術家との対話　付・ジャコメッティと私』彩古書房、1984年 
  - 『完本 ジャコメッティ手帖（Ⅰ・Ⅱ）』みすず書房、2010年
　酒井忠康序文、武田昭彦解題、菅野洋人・澤田直・李美那 編
- 矢内原伊作撮影・解説『アルバム ジャコメッティ』みすず書房、1999年
  - 矢内原撮影『ジャコメッティとの日々 写真集』（元版・用美社、1986年）を増補
- 宇佐見英治『見る人 ジャコメッティと矢内原』みすず書房、1999年
  - 矢内原との対談『ジャコメッティについて』（元版・用美社、1983年）を収録
- ミシェル・レリスほか解説『ジャコメッティ エクリ』矢内原伊作・宇佐見英治・吉田加南子訳（みすず書房、1994年、新版2017年）

### 伝記ほか
- ジェイムズ・ロード『ジャコメッティの肖像』関口浩訳、みすず書房、2003年
- デイヴィッド・シルヴェスター『ジャコメッティ　彫刻と絵画』武田昭彦訳、みすず書房、2018年（映画の原作）

両者とも親交のあった美術批評家でモデルともなった。
- ジャック・デュパン『ジャコメッティ　あるアプローチのために』吉田加南子訳、現代思潮新社、1999年
- ジャン・クレイ『ジャコメッティとの最後の会話　ある芸術家の精神的遺言』粟津則雄訳、球形工房、2021年。晩年のインタビュー記録。小著
- 樋口覚『アルベルト・ジャコメッティ』五柳書院、1988年

## 代表作
- 午前4時の宮殿（1932年）ニューヨーク近代美術館
- 裸婦立像（1950年）富山県立近代美術館
- 女性立像（1952年）徳島県立近代美術館
- ヴェニスの女I（1956年）大原美術館
- ジャン・ジュネ（絵画）（1955年）テート・ギャラリー
- 石碑I（1958年）兵庫県立美術館
- 終わりなきパリ（版画集）1958年～1965年の作品を収録し、作者の死後の1969年刊行。
- 腕のない細い女（1958年）箱根 彫刻の森美術館
- 歩く男（1960年）チューリヒ美術館